# Universitat Jean Piaget de Cap Verd
La Universitat Jean Piaget de Cap Verd (en portuguès: Universidade de Cabo Verde) és una universitat privada de Cap Verd situada a la ciutat capital de Praia a l'illa de Santiago, amb una segona seu més petita a Mindelo, São Vicente.
Fins a l'any escolar 2007-2008, havia estat l'única universitat de Cap Verd. Geogràficament és la universitat més occidental d'Àfrica. La seu principal es troba en la part nord-oest de Praia. S'han previst diversos campus, que s'afegiran en tot l'arxipèlag. La universitat porta el nom del famós teòric suís Jean Piaget. Serveix sobretot als capverdians, però hi ha alumnes procedents de la resta d'Àfrica i Amèrica Llatina també.
La Universitat Jean Piaget ofereix tant pregraus com grau, així com cursos de formació continua.

## Facultats
- Ciència i Tecnologia
- Ciències de la Salut i del Medi Ambient
- Ciències Polítiques
- Economia i Comerç

## Rectors
- Marco Ribeiras Limas (en 2012)
- Osvaldo Borges (en 2013 i 2014)
- Jorge Sousa Brito (protser actual)